# Hateship, Loveship
Pour plus de détails, voir Fiche technique et Distribution.
Hateship, Loveship est un film américain réalisé par Liza Johnson, sorti en 2013.

## Synopsis
Sabitha, une adolescente farouche vivant chez son grand père dans l'Iowa, orchestre avec sa meilleure Edith, une histoire d'amour entre sa nouvelle nounou, Johanna, une femme timide, maniaque et sans attache et son père, Ken, un ancien toxicomane, fauché, responsable de la mort de sa mère et voulant reconstruire sa vie en ouvrant un motel à Chicago.

## Fiche technique
- Titre : Hateship Loveship
- Réalisation : Liza Johnson
- Scénario : Mark Poirier, d'après le roman d'Alice Munro
- Photographie : Kaspar Tuxen
- Décors : Hannah Beachler, Elizabeth Humphrey (décors de plateau)
- Costumes : Jennifer von Mayrhauser (en)
- Montage : Michael Taylor[Lequel ?]
- Musique : Dickon Hinchliffe
- Production : Robert Ogden Barnum, Michael Benaroya
- Sociétés de production : The Film Community, The Film Community, Union Entertainment Group
- Société de distribution : IFC Films
- Format : couleur – 35mm – 2,35:1 — son Dolby Digital
- Pays :  États-Unis
- Langue : anglais
- Genre : Drame
- Durée : 102 minutes
- Dates de sortie :
  -  Canada : 7 septembre 2013 au Festival de Toronto
  -  États-Unis : 11 avril 2014 à New York

## Distribution

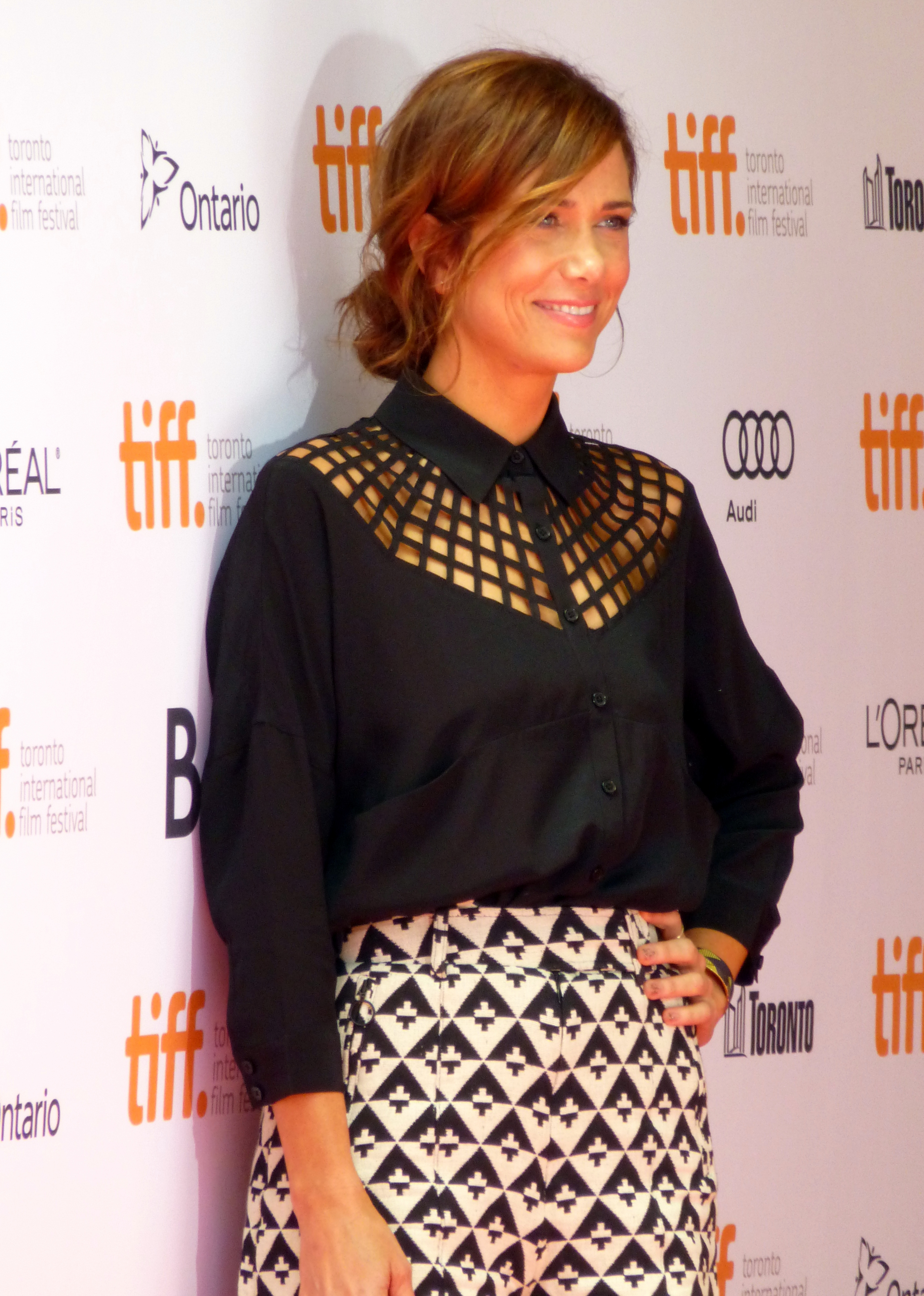
La tête d'affiche Kristen Wiig, pour la présentation du film au TIFF 2013.

- Guy Pearce : Ken
- Kristen Wiig : Johanna Parry
- Hailee Steinfeld : Sabitha
- Nick Nolte : Mr. McCauley
- Jennifer Jason Leigh : Chloé
- Sami Gayle : Edith
- Christine Lahti : Eileen

## Réception
Hateship, Loveship obtient un accueil mitigé lors de sa présentation au Festival de Sundanceet lors de sa sortie, avec 50% d'avis positifs sur le site Rotten Tomatoes, basé sur trente-sept commentaires collectés et une moyenne de 6⁄10, tandis qu'il obtient un score de 59⁄100 sur le site Metacritic pour 21 commentaires collectés. Toutefois, la prestation de Kristen Wiig dans un contre-emploi est saluée.

## Distinctions

### Nominations
- Festival international du film de Toronto 2013 : sélection « Special Presentations »